# Иван Фёдоров (фильм)
«Иван Фёдоров» — советский телевизионный двухсерийный художественный фильм режиссёра Юрия Сорокина. Сокращённая версия для проката в кинотеатрах называлась «Иван Фёдоров» (премьера — апрель 1992 года).

## Сюжет
Фильм повествует о жизни первопечатника Ивана Фёдорова.

## В ролях
| Актёр                    | Роль                            |
| ------------------------ | ------------------------------- |
| Фёдор Сухов              | Иван Фёдоров                    |
| Иннокентий Смоктуновский | царь Иван Грозный               |
| Валерий Порошин          | Макарий (митрополит Московский) |
| Игорь Тарадайкин         | опричник                        |
| Александр Трофимов       | Сильвестр                       |
| Марина Шилова            | Анастасия, жена Ивана Фёдорова  |
| Ирина Чериченко          | Таисья                          |
| Рим Аюпов                | Максим Грек                     |
| Владимир Ивашов          | Алексей Адашев                  |
| Никита Джигурда          | князь Андрей Курбский           |
| Валерий Смецкой          | Фёдор Басманов                  |
| Николай Мерзликин        | князь Старицкий                 |
| Игорь Ледогоров          | князь Острожский                |
| Анатолий Котенёв         | эпизод                          |
| Валерий Козинец          | Пётр Мстиславец                 |
| Юра Макаров              | эпизод                          |
| Владимир Талашко         | дьяк Висковатый                 |
| Евгений Редько           | царевич                         |
| Анатолий Борисов         | эпизод                          |
| Николай Сморчков         | монах Григорий                  |
| Валерий Долженков        | эпизод                          |
| Галина Бочарникова       | дочь купца                      |
| Александр Кавалеров      | эпизод                          |